# Любительський заказник
Любительський заказник — гідрологічний заказник місцевого значення. Об'єкт розташований на території Маньківського району Черкаської області, село Кривець.
Площа — 5,5 га, статус отриманий у 2011 році.